# Merzalben
Merzalben è un comune di 1.252 abitanti della Renania-Palatinato, in Germania.
Appartiene al circondario (Landkreis) del Palatinato sudoccidentale (targa PS) ed è parte della comunità amministrativa (Verbandsgemeinde) di Rodalben.

## Monumenti e luoghi d'interesse
- Luitpoldturm, torre di avvistamento alta 28 metri eretta nel 1909 sulla cima del colle di Weißenberg (610 m. s.l.m.)
- Rocca di Gräfenstein, luogo fortificato, oggi in rovina, a circa 2 chilometri a est dal centro abitato di Merzalben; ha dato il nome alla zona.